# 钢铁苍穹
是一部2012年芬兰、德国和澳大利亚合拍的科幻战争喜剧电影，导演提莫·沃伦索拉执导。故事背景设定于2018年，讲述纳粹德国在1945年被打败后，逃到月球建造了一个太空舰队，并攻击人类以试图占领地球的虚构故事。于2012年4月4日上映。本片的导演剪辑版於2014年3月11日在DVD和藍光碟上發售，內容加長了約20分鐘。
2012年10月發售改編電子遊戲《鋼鐵蒼穹：入侵》。续集《钢铁苍穹2：即临种族》于2019年1月16日在芬兰首映。

## 剧情
2018年，是美国自1970年代以来的那几次登月之后的首次月球登陆。与此同时，纳粹酝酿了70年的入侵正式开始，而整个世界正在踏着正步走向它的毁灭。
二战结束前，纳粹德國科学家在反重力研究中取得了突破性进展。1945年后期，在建于南极的一个秘密基地中，第一批纳粹德國宇宙飞船被发射向月球，去在月背建立“Schwarze Sonne ”（黑太阳）军事基地。战败后，最精英的纳粹分子纷纷逃往月球。在那里，科学家不分昼夜地研究新技术、改善武器装备，试图建立起一支强大的納粹飛碟部队，伺机反攻地球。
2018年，美国人再次启动登月计划，将世界上第一位登月的黑人宇航员詹姆斯·华盛顿送上月球。这也是美国新上任的女总统（斯黛芬妮·保罗饰演，以萨拉·佩林为原型）主持下的的形象工程。当华盛顿和他的伙伴一走出太空舱，就遭到了月球纳粹军的袭击。
华盛顿被俘后被带往基地审问。纳粹的现任元首名叫科茨弗莱施，但由于性格软弱，领导大权实际上掌控在军官阿德勒手中。阿德勒的情人瑞娜特·里切特是一名单纯善良的教师，脑子里充满了对纳粹主义的美丽憧憬。里切特的父亲是一名科学家。他检测了华盛顿的智能手机，意识到它是纳粹的宇宙戰艦諸神黃昏（Götterdämmerung）上所缺少的部件。有了这种手机，纳粹反攻地球的计划就能实现。为此，阿德勒给华盛顿注射“白化素”，让他变成了白人。阿德勒带着华盛顿一起来到地球，开始部署他自己的阴谋计划。而瑞娜特則在看過全長版的電影《大獨裁者》後改變了想法，便打算和華盛頓一起阻止阿德勒。
在阿德勒幫助美國總統造勢時，他想反攻月球的計劃被科茨弗莱施發現，但總統幫手兼愛上阿德勒的薇薇安出手救了他。科茨弗莱施死後，阿德勒拋下薇薇安接管纳粹大權，並開始對地球展開侵略。為此，薇薇安和各國派出太空艦隊與其艦隊交戰。阿德勒啟動了諸神黃昏，想藉此轟掉地球，而瑞娜特和華盛頓則趁亂潛入諸神黃昏。在阿德勒即將對地球開炮時，瑞娜特及時殺死了他，華盛頓也成功拔出了運行的平板電腦，使諸神黃昏在月球上墜毀。
美國總統在聯合國會議上祝賀薇薇安；薇薇安在大眾前揭露了大量氦-3的存在，美國總統打算獨吞它，以確保長達一千年的能量供應。但此舉激怒了聯合國成員，而使各國的太空艦隊相互攻擊。
在受損的月球基地，瑞娜特與華盛頓重聚，後者已用黑化素恢復正常；最後，他們在一群迷茫的納粹倖存者面前親吻。電影結束前，地球各地正上演著一場國際核戰爭。片尾名單結束後，一顆蘇聯人造衛星於火星的軌道上運行著。

## 演員
- 茱莉亞·迭澤 飾 Renate Richter
- 戈茨·奥托（英语：Götz Otto） 飾 Klaus Adler
- 克里斯托弗·卡比（Christopher Kirby） 飾 James Washington
- Peta Sergeant（英语：Peta Sergeant） 飾 Vivian Wagner
- Stephanie Paul（英语：Stephanie Paul） 飾 美国总统（模仿莎拉·佩林）
- 斯洛·派克内尔（英语：Tilo Prückner） 飾 Richter博士
- Marvin Davis 飾 纳粹元首科茨弗莱施
- Kym Jackson 飾 GWB大副
- Martin Grelis 飾 GWB二副
- 尼克·东植/Nick Dong-Sik 飾 北朝鲜代表
- Yuki Iwamoto 飾 日本代表
- Yu Fang 飾 中国代表
- Andreas Konzack 飾 保安官员
- James Quinn 飾 记者
- George Koutros 飾 街头新纳粹成员
- Alexander J. Beck 飾 纽约市民
- Monika Grossmann 飾 设计师

## 喜剧元素
作为一部黑色幽默喜剧片，影片中多次出现黑色幽默，16分钟处，影片模仿了《帝国的毁灭》中经典镜头（元首的愤怒）。27分处“引用”了《奇爱博士》的那只“不听话的手”（左手拼命按住想行纳粹礼的右手）。1小时处的情节讽刺了各国在太空问题上互相欺骗，各自隐瞒（整個國際太空站其實是各國太空戰艦組成，會席上唯獨同時屬於永久中立國和電影製作組所在國的芬蘭沒有參與其中）。面對聯合國艦隊先進武器被壓著打的齊格菲級流星閃電戰部隊的場景（外型似齊柏林飛船、比前者大近十倍的太空船），背景音樂播放的卻是華格納歌劇尼伯龍根的指環中著名的女武神的騎行。1小时15分处各国为了争夺月球上的氦-3资源，在联合国大会上争吵，到最后各国反目成仇，从各国战舰在月球上互相攻击，到地球上各国之间竟然展开了核战争。1小时16分出现向美国总统扔鞋经典场景 ( 2008年美国总统布希在伊拉克舉行告別記者會時一名記者向布希扔鞋 ) 。

## 荣誉
2013年 《鋼鐵蒼穹》 荣获由芬兰影视出口机构Favex颁发的出口视听作品奖Hulda。

## 制作
2006年制作团队开始筹备，在2008年和2010年的康城电影节上，与一些制片方如27 Films Prods、New Holland Pictures达成合作协议。
2010年11月在法兰克福进行外景拍摄，2011年1月在澳大利亚进行室内拍摄。2011年2月6日在澳洲拍摄完毕，进入10周的后期特效制作阶段。